# Système d'arme modulaire

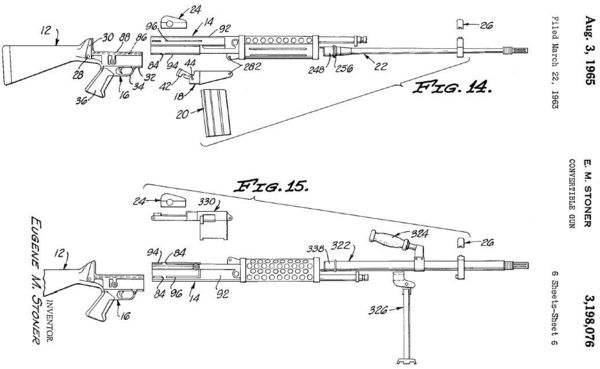
Dessin du système d'arme modulaire Stoner 63

Un système d'arme modulaire (SAM) est un équipement qui possède des composants de base amovibles (ou modules) qui peuvent être reconfigurés pour donner à l'arme des capacités différentes afin de s'adapter à diverses applications. 
La modularité offre plusieurs avantages tactiques, comme la possibilité d'adapter rapidement l'arme aux besoins immédiats, de réparer ou de changer rapidement les composants défectueux. Cependant, cela rend plus compliqué le suivi juridique et la catégorisation technique d'une arme car celle-ci peut désormais être facilement convertie en différentes formes.
Par exemple, le Stoner 63 est un système modulaire de calibre 5,56 × 45 mm Otan, arme légère, utilisant différents composants modulaires, qui peuvent être configurés comme un fusil, une carabine, une mitrailleuse légère alimentée par le haut par une bande de munitions, arme automatique de l'escouade, ou une arme montée sur un véhicule.
Une arme à feu modulaire peut également être utile aux chasseurs, qui peuvent alors facilement changer de chambre ou de longueur de canon lorsqu'ils chassent différentes espèces.

## Système de changement rapide du canon
Un autre exemple de système d'arme à feu modulaire est le système de changement rapide du canon, de plus en plus populaire, que l'on trouve sur certains nouveaux fusils comme par exemple le Blaser R8, Roessler Titan et Sig Sauer 200 STR. Ces systèmes simplifient le remplacement des canons usés ou les changements de calibre car ils ne nécessitent souvent que l'utilisation d'une Clé Allen, ce qui élimine le besoin d'outils spéciaux et d'un ajustement personnalisé par un armurier.